# Dinky Toys
Cet article concerne la marque de jouets. Pour le groupe de musique, voir The Dinky Toys.
 (juillet 2022).
Dinky Toys est une marque de jouets créée en 1934 au Royaume-Uni par Frank Hornby.
Ces jouets sont fabriqués en France par Meccano Ltd (en), une entreprise d'origine britannique qui produit des autos miniatures, d'abord en plomb puis en zamac, mais aussi quelques trains, avions, bateaux de modélisme, ainsi que diverses figurines et accessoires. La marque connut un très grand succès au cours des années 1950 à 1970. Elle a été rachetée depuis par d'autres marques de jouets.
Le nom de « Dinky Toys » pourrait se traduire par « Jouets Mignons ».

## Histoire

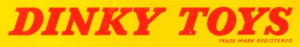
Logo utilisé à la fin des années 1960.

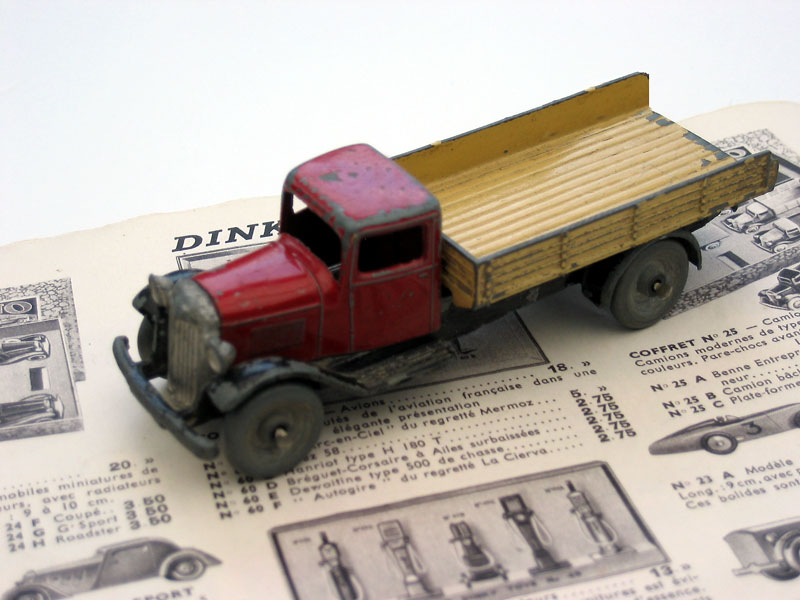
Modèle 25A de 1937.

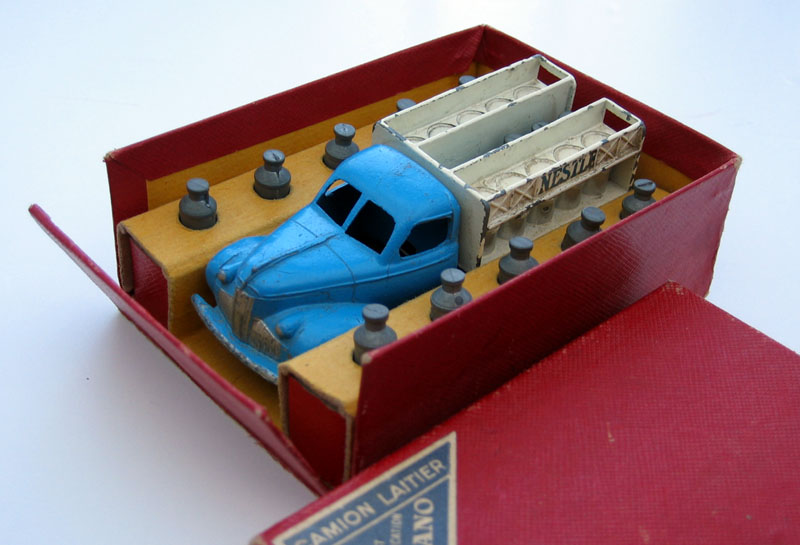
Studebaker laitier de 1953.

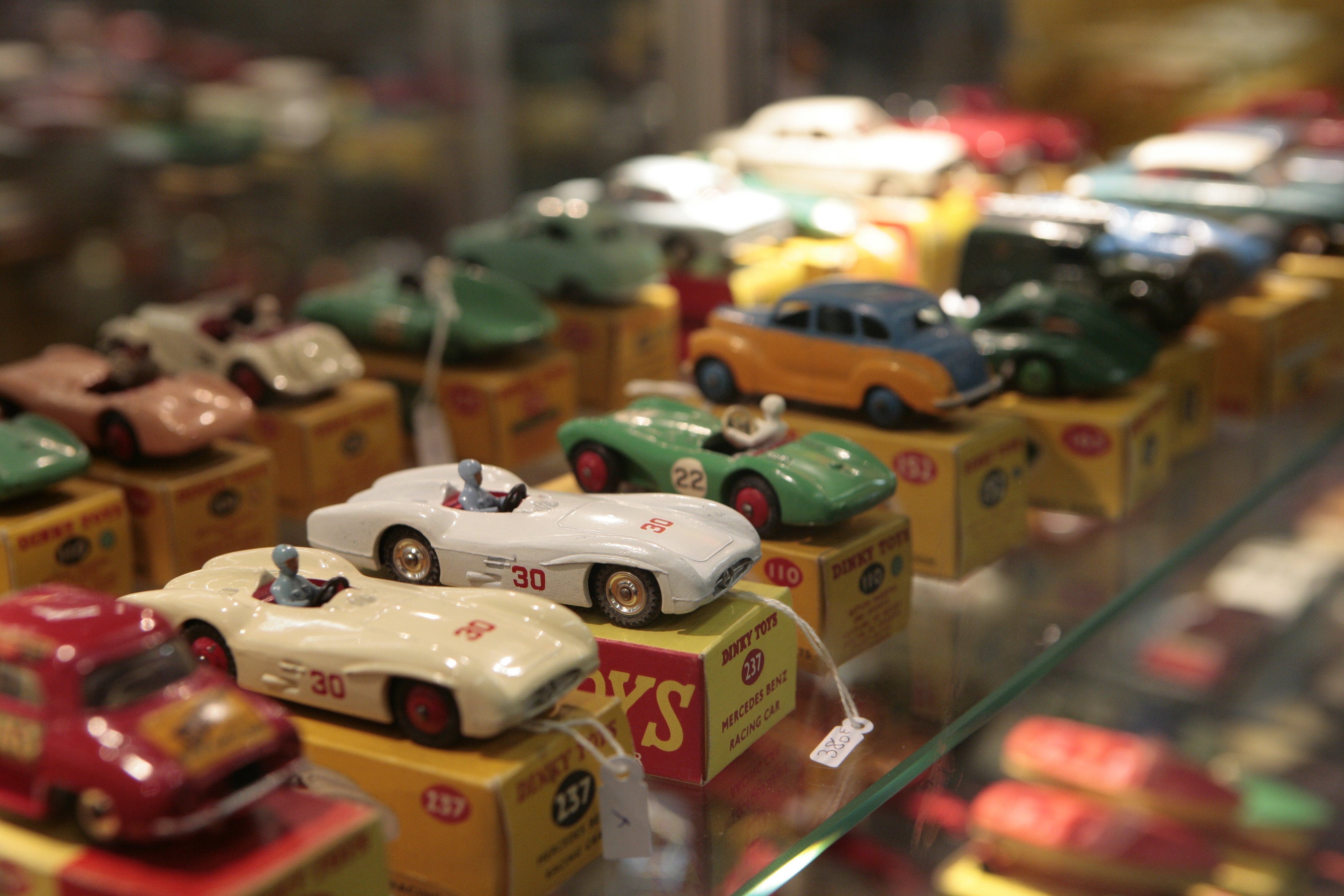
Plusieurs Dinky Toys du milieu des années 1950.

Dès 1932, les premiers modèles anglais en plomb furent des figurines proches du 1/43e, représentant des personnages de la vie quotidienne et des employés de gare et de chemin de fer, puis en 1933 une série de six véhicules : un roadster, un coupé sport, une camionnette, un petit camion, un tracteur et un char, le tout sous le nom de « Hornby Series - Modelled Miniatures ».
Tous ces objets avaient pour fonction première d'égayer les circuits ferroviaires miniatures Hornby. Puis, courant 1934, apparaît le nom « Dinky Toys ».
Une série française de Dinky Toys fut produite en France dès 1934 sous la marque Meccano Miniatures, puis d'autres véhicules, autos et camions, dont les moules étaient plus ou moins proches des moules anglais, prendront le nom de « Dinky Toys ».
De nombreux petits Français qui ne connaissaient pas un mot d'anglais le prononçaient « Dainky To-hiss ».
Le concept des Dinky Toys n'a pas été inventé par Meccano. Franck Hornby s'est inspiré des jouets Tootsietoy (en) fabriqués à Chicago depuis le début des années 1920.
Suivant les modèles, les Dinky Toys ont été réalisés à des échelles allant du 1/8e pour une tondeuse à gazon au 1/2 000e pour des paquebots. Les échelles les plus courantes ont été le 1/48e, 1/45e et 1/43e.
Certains modèles rares ou très rares peuvent atteindre des enchères record en salles des ventes, mais la plupart demeurent à des tarifs abordables. Le record actuel est de 14 000 € pour une camionnette promotionnelle.
Durant la guerre, l'usine Meccano France est réquisitionnée par l'occupant et doit travailler pour son concurrent Märklin.
La marque remporte beaucoup de succès jusqu'à la fin des années 1960. Ses principaux concurrents étaient CIJ, JRD, Solido (zamak) et Norev (plastique) en France, Spot-On et Corgi toys au Royaume-Uni, Schuco et Märklin en Allemagne, Mercury en Italie, Tekno au Danemark, etc. En 1951, l'usine de Bobigny a produit sept millions de Dinky Toys.
En 1967, Lines Brothers rachète Meccano et cesse la fabrication de ses excellentes miniatures Spot-On, lancées en 1959 par l'usine de Belfast et toutes fabriquées à l’échelle du 1/42e, en ne conservant que la marque Dinky Toys. La production sous la marque Spot-On se poursuivra jusqu'en 1969 par la filiale néo-zélandaise.
En 1971, Airfix rachète Meccano et ferme l'usine de Bobigny. Quelques Dinky militaires sont fabriquées à Calais pendant une courte durée. La marque Dinky Toys disparaît et est remplacée par Dinky. La marque Dinky Toys n'a plus été utilisée depuis. À partir de 1974, les Dinky Toys françaises ne sont plus produites qu'en Espagne aux termes d'un contrat avec la firme Auto-Pilen. L'année 1979 semble sonner le glas de la marque ; pourtant, en 1981, sortent encore deux miniatures portant la marque Dinky gravée sous leur plancher : une Ford Fiesta et une Simca 1308 GT. Ce ne sont pas des Dinky, mais des Auto-Pilen vendues sous la marque Dinky.
En 1986, la société Universal Holdings de Hong-Kong, déjà propriétaire de Matchbox, achète la marque Dinky. L'ensemble sera repris par Mattel, mais Matchbox produira à Hong-Kong la Dinky Collection.
En 2006, Mattel produira quatre modèles Matchbox sous la marque Dinky.
En 2008, la licence a été cédée au groupe éditorial De Agostini qui possède les éditions Atlas. Différentes collections basées sur des rééditions de Dinky Toys des années 1950/60 sont lancées sous forme d’abonnement par vente par correspondance. Deux modèles sont livrés chaque mois aux abonnés, accompagnés d'un certificat et d'une courte documentation sur l'histoire de la miniature originale et le modèle réel. Les éditions Atlas distribuent les modèles en France, Royaume-Uni, Danemark, Pays-Bas, Belgique et Suède.
En 2016, De Agostini distribue une nouvelle collection au Royaume-Uni et en Italie. 
Les moules utilisés sont récents, les originaux ayant été détruits ou perdus. La production de la collection en Chine est assurée par Mattel puis par Norev, devenu propriétaire des moules.